# Gran Premio Città di Rio Saliceto e Correggio 1994
Il Gran Premio Città di Rio Saliceto e Correggio 1994, prima storica edizione della corsa, si svolse il 23 luglio 1994. La vittoria fu appannaggio dell'italiano Andrea Tafi, che precedette i connazionali Mariano Piccoli e Fabio Roscioli.

## Ordine d'arrivo (Top 3)
| Pos. | Corridore       | Squadra                 | Tempo |
| ---- | --------------- | ----------------------- | ----- |
| 1    | Andrea Tafi     | Mapei-CLAS              | ?     |
| 2    | Mariano Piccoli | Mercatone Uno-Medeghini | ?     |
| 3    | Fabio Roscioli  | Brescialat-Refin        | ?     |